# Dover Plains (stacja kolejowa)
Dover Plains – stacja kolejowa w miejscowości Dover Plains, w mieście Dover, w hrabstwie Duchess, w stanie Nowy Jork w Stanach Zjednoczonych. Znajduje się na należącej do przewoźnika Metro-North Railroad linii kolejowej Harlem Line, łączącej Nowy Jork z Wassaic.
W latach 1972–2000 była stacją końcową. Następnie linię rozbudowano w kierunku północnym, dodając stacje Tenmile River i Wassaic na obszarze miasta Amenia.